# 내 마음의 지도
《내 마음의 지도》(Map Of The Human Heart)는 뉴질랜드 출신의 빈센트 워드 감독의 1992년 드라마, 멜로/로맨스 영화이다. 제이슨 스콧 리 등이 주연으로 출연하였고 팀 베번 등이 제작에 참여하였다.

## 출연

### 주연
- 제이슨 스콧 리
- 로버트 조아미
- 안느 파릴로드
- 애니 갈리포우

### 조연
- 패트릭 버긴
- 클로틸드 쿠로
- 존 쿠삭
- 잔느 모로
- 벤 멘델슨

## 기타
- 공동제작: 린다 베스
- 공동제작: 실바인 샌더리킨
- 공동제작: 폴 솔츠만
- 공동제작: 티모시 화이트
- 협력프로듀서: 레드몬드 모리스
- 미술: 존 비어드
- 의상: 르니 에이프릴
- 의상: 페니 로즈

## 같이 보기
- 오스트레일리아 영화